# Olmitz
Olmitz – miasto położone w hrabstwie Barton.